# Dario Rando
Dario Rando (Milano, 30 luglio 1966) è un ex ciclista su strada italiano, professionista dal 1989 al 1990. Discreto dilettante, categoria in cui vinse la Coppa San Geo nel 1986, non seppe ripetersi fra i professionisti, dove non ottenne alcuna vittoria; tuttavia conquistò alcuni piazzamenti, fra cui l'ottavo posto al Giro di Romagna 1990 e il decimo al Giro del Piemonte dello stesso anno.

## Palmarès
- 1985 (dilettanti)

Medaglia d'Oro Ottavio Bottecchia - Colle Umberto
Trofeo A. Grasso
Coppa Sportivi Gombitesi
- 1986 (dilettanti)

Coppa San Geo
Giro del Valdarno
- 1987 (dilettanti)

G.P. San Gottardo
3ª tappa Tour of the European Community (Perugia > Firenze)

## Piazzamenti

### Classiche monumento
- Milano-Sanremo

1990: 103º
- Giro di Lombardia

1990: 63º